# ماردين
مَارِدِين (بالتركية: ماردین/Mardin؛ وبالكردية: مێردین/Mêrdîn؛ وبالسريانية: ܡܪܕܝܢ) مدينة في جنوب شرق الأناضول، تركيا، ومركز ولاية ماردين. تشتهر بفن العمارة الأُرْتُقِيّة لمدينتها القديمة، وموقعها الإستراتيجي على تلة صخرية ترتفع بشكل حاد فوق السهول المنبسطة. المدينة تضم العرب والكُرد والآشوريين.

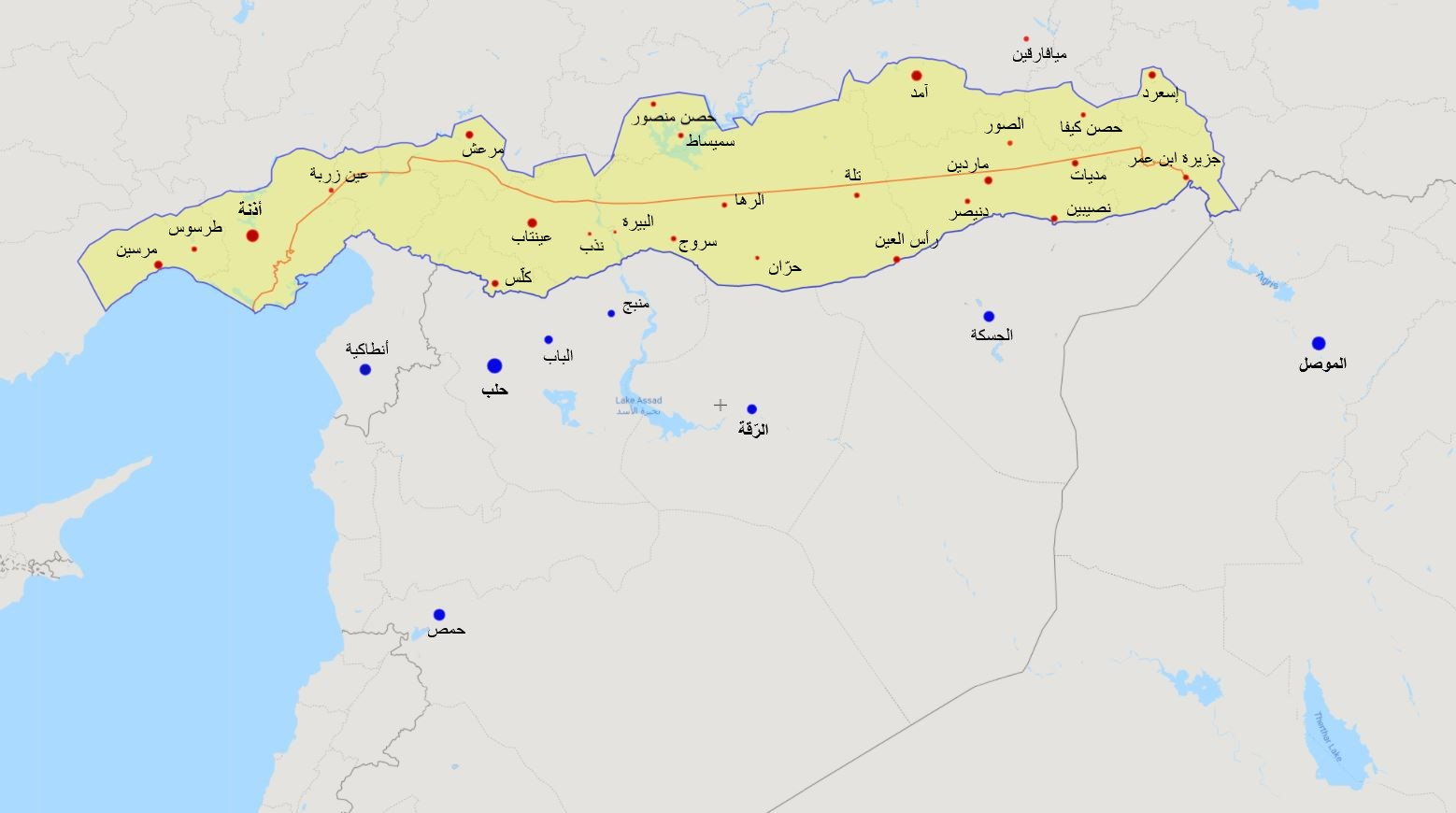
موقع ماردين في شرق الأقاليم السورية الشمالية

خلال فترة العصور الوسطى كانت المدينة مركزًا أسقفيًا للكنيسة الأرمنية الأرثوذكسية، وكنيسة الأرمن الكاثوليك وكنيسة المشرق الآشورية والكنيسة السريانية الكاثوليكية والكنيسة الكلدانية الكاثوليكية وكذلك معقلًا للكنيسة السريانية الأرثوذكسية، التي كان مقرها في دير الزعفران حيث استمر الدير كمقر للكرسي البطريركي من عام 1034 إلى عام 1924.

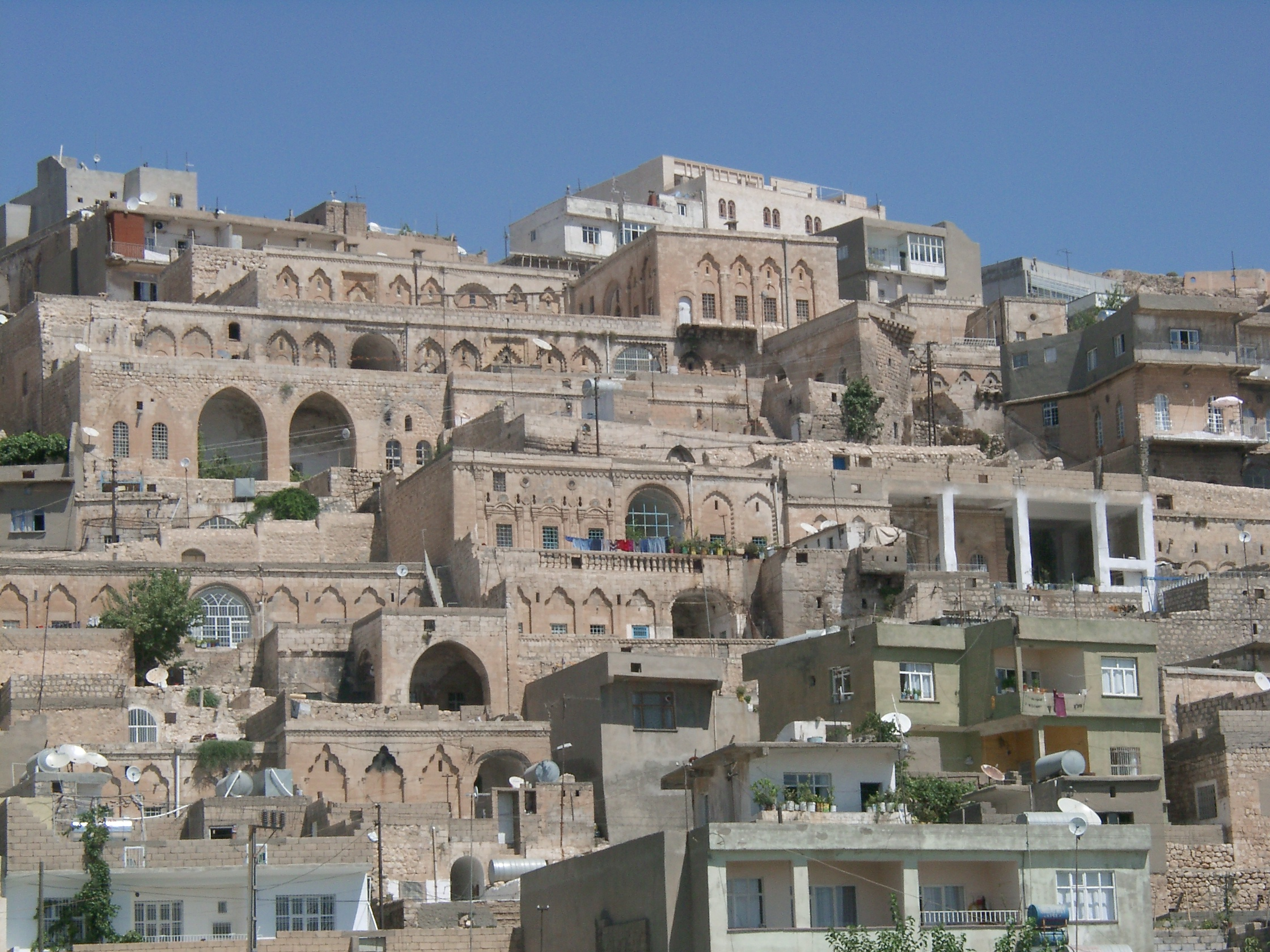
جانب من ماردين العتيقة

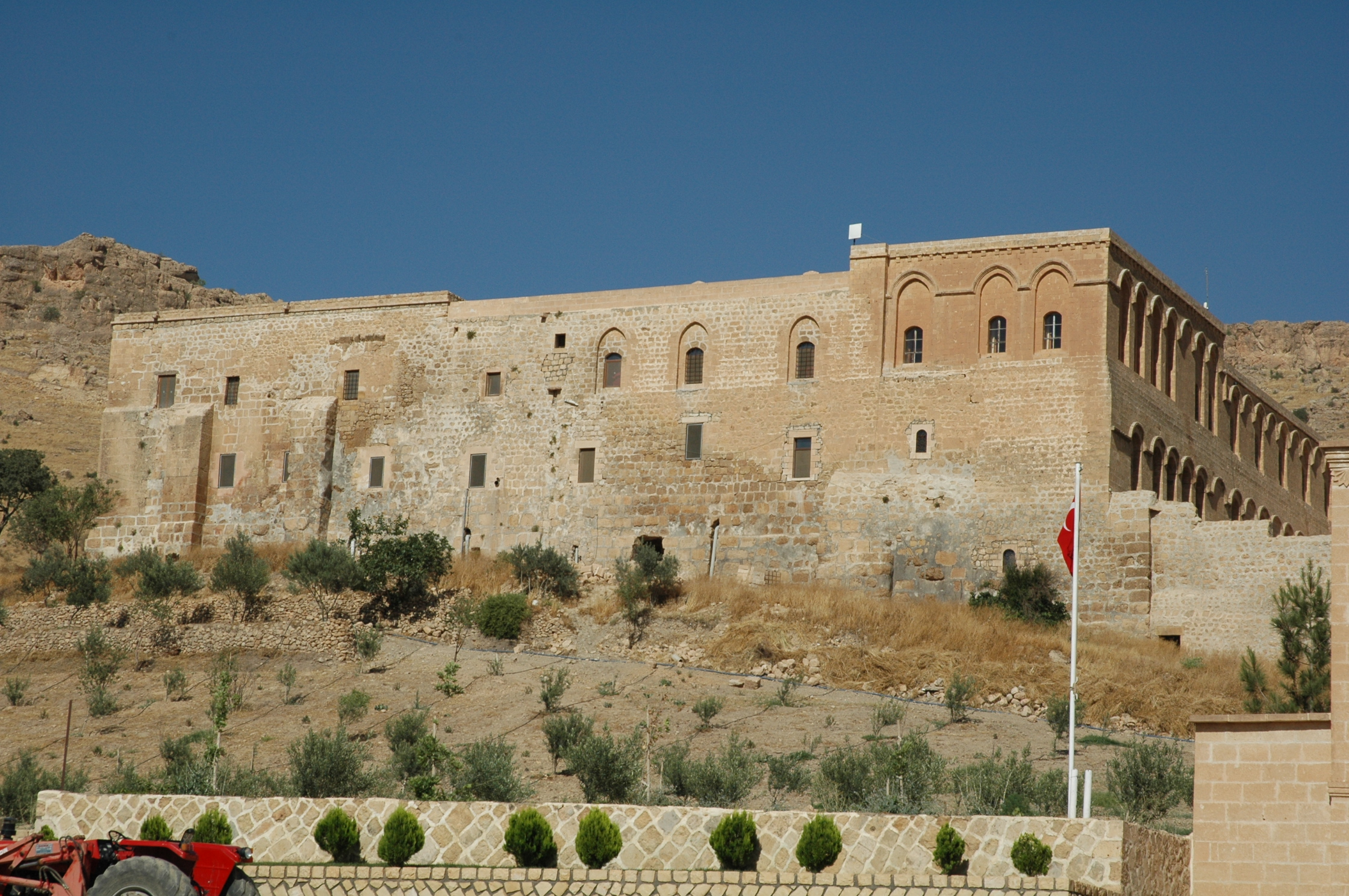
صورة لدير الزعفران في ماردين

محافظة ماردين من الأقاليم السورية الشمالية التي ضمت إلى تركيا بموجب معاهدة لوزان عام 1923 بين تركيا من جهة وبريطانيا وفرنسا من جهة أخرى. هي مدينة جبلية تطل على سهول الجزيرة الفراتية العليا يقصدها السياح. باردة شتاءً ومعتدلة صيفاً. تجمع العديد من الديانات، يتكلم سكانها العربية والتركية والكردية والآرامية (السريانية) وبعض منهم يتكلم لغات أخرى. يختلف سكانها عرقياً وثقافياً عن الولايات الغربية حيث أن ماردين كانت تتبع بلاد الشام تاريخيًا (حتى سلختها معاهدة لوزان عن سورية عام 1923) ومعظم سكانها من أصول سورية (سريانية وعربية) حالهم كحال أهل عين تاب والرها ومرعش وأضنة التي كانت جزءًا من سورية حتى نهاية العهد العثماني. تشبه عمارة المدينة مدنا عربية أخرى مثل حلب والموصل والقدس.

## أصل التسمية
تعود أصل تسمية المدينة إلى اللفظة الآرامية ܡܪܕܐ بمعنى القلعة وقد عرفت بهذا الاسم منذ عصر الإمبراطورية الآشورية الحديثة. هناك تفسير آخر لمعنى التسمية وهو أنه يعود لنفس اللفظة بمعنى آخر وهو المتمرد.

## التاريخ
يعود ذكر المدينة إلى العصر الآشوري في الألف الأول قبل الميلاد، وقد اشتهرت المنطقة بكثرة القلاع بها تحولت معظمها إلى كنائس بحلول المسيحية غير أن المدينة ضلت مركزا للديانات الأخرى فاعتنق أهلها الصابئية كما انتشرت بها اليزيدية لاحقا. غير أن اعدادهم قلت بمرور الوقت وأصبحت المدينة في أوائل القرن العشرين خليطا بين اليزيديين والمسيحيين والمسلمين. أدت مجازر سيفو وسياسة التتريك إلى تغيير التركيبة السكانية وأصبحت المدينة ذات أغلبية تركية وأقلية كردية مع وجود العرب والسريان بأعداد ضئيلة.
ذكرها جرير في أحد أشعاره بقوله:

## السكان

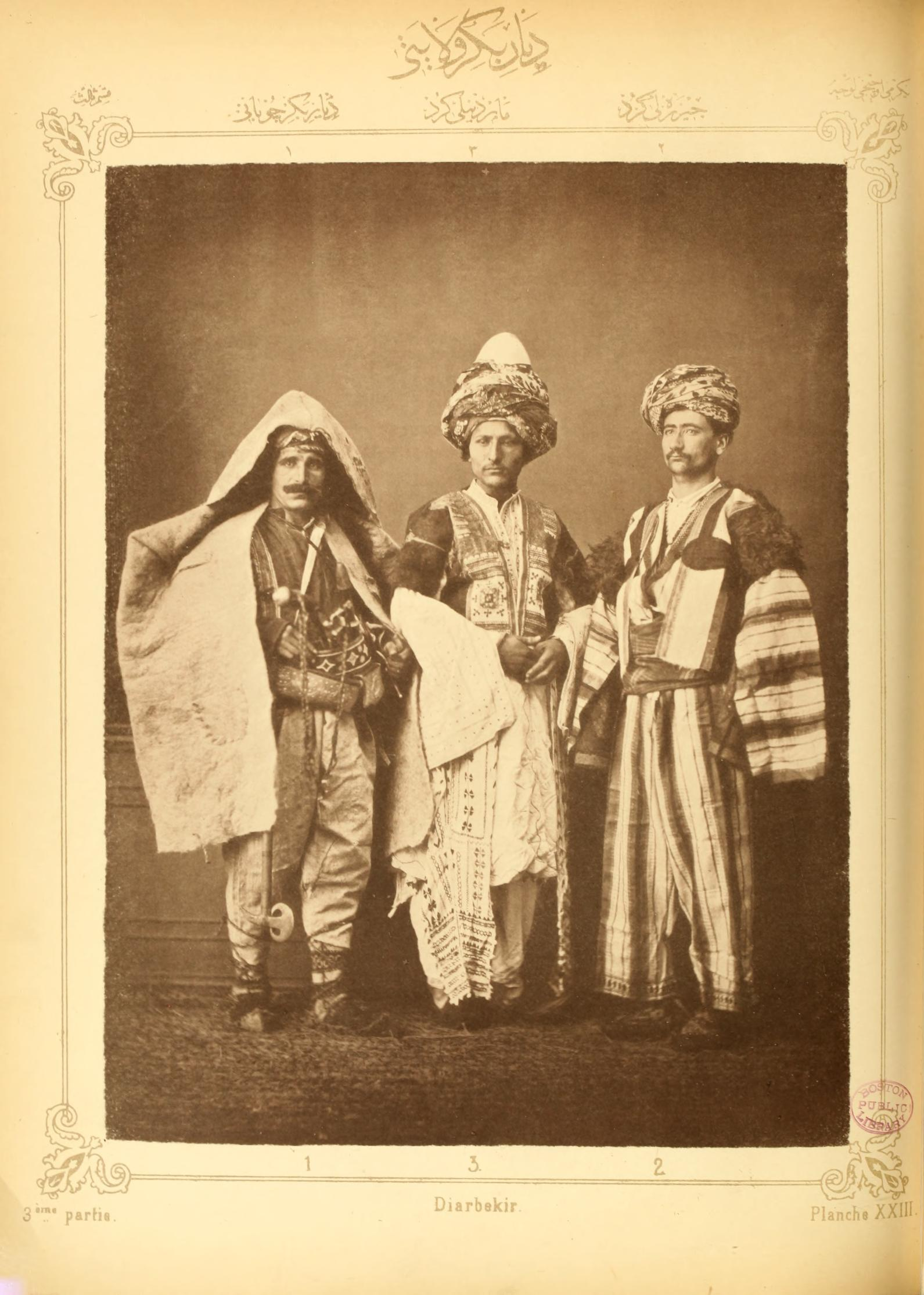
الأزياء الشعبية لثلاثة رجال من ولاية ديار بكر في عام 1873، في يمين الصورة رجل كردي من ماردين.

سكان ماردين متنوعون بين عدة هويات عرقية ودينية، الأغلبية من العرب والكرد المسلمين مع وجود أقلية من المسيحيين الآشوريين وعدد قليل من عوائل الأرمن والكاثوليك والسريان والشيشان والإيزيديين.
نصف سكان المدينة من العرب والنصف الآخر من الكرد، حيث أدت هجرة الكرد الكثيفة إلى المدينة من المناطق الريفية المحيطة بالمدينة خلال القرن العشرين إلى زيادة كبيرة في نسبتهم. أظهرت دراسة أجريت عام 2013 أن الكرد يشكلون الأغلبية في ولاية ماردين إجمالا بنسبة 58% بينما يشكل العرب 40%. وتبلغ نسبة العرب في مدينة ماردين 49% وفي مديات 48% بينما تبلغ نسبة الكرد في المدينتين نحو 49%.

## أعلام المدينة
- ماسويه المارديني
- فخر الدين المارديني
- عبد السلام المارديني

## مواضيع ذات صلة
- جورج غريغوري: العربية المحكية في ماردين